# AS Lyon-Duchère
Hiệp hội Lyon Duchère Sportive là một đội bóng đá Pháp thành lập năm 1964. Họ có trụ sở tại Lyon, Pháp. Họ chơi tại Stade Balmont ở Lyon, có sức chứa 5.600.

## Coupe de France thành công
Lyon Duchère đã đạt được thành công tại cuộc thi cúp danh giá nhất của Pháp, Coupe de France. Họ đã lọt vào Vòng 1/16 hai lần năm 2006 khi đánh bại hai đội bóng ở Ligue 1 trong quá trình thi đấu và vào năm 2019. Họ cũng đã lọt vào Vòng 1/32 trong ba lần, vào năm 1995, 2007 và 2008.

## Mùa 2016-17
Lyon Duchère lần đầu tiên thi đấu tại Championnat National trong mùa giải 2016-17. Họ đã có một mùa giải đầu tiên tương đối thành công ở vị trí thứ 7 với 50 điểm. Họ chỉ còn 4 điểm nữa từ vòng loại tới Ligue 2. Họ đã tìm cách thăng hạng cho đến khi họ thua 3 trận cuối cùng của mùa giải. Họ thi đấu tại Championnat National một lần nữa trong mùa giải 2017-18.